# Joan Serra i Vilamitjana
Joan Serra i Vilamitjana (Rubí, 1947 - Sant Esteve de Palautordera, 4 de juliol de 2013) va ser un dansaire, coreògraf i pedagog de la dansa tradicional catalana.

## Biografia
Joan Serra va ser el quart fill de Climent Serra Requesens i Neus Vilamitjana Vilalta, una família de posició benestant però que va veure com la guerra els enduria la situació. Tot i que inicialment la família treballava al camp i regentava un petita botiga, després de morir l'avi van passar a treballar en una fàbrica, en ple moment d'arribada massiva d'emigrants a Catalunya i de creixement dels barris de Rubí. La família era creient i practicant i participava de les activitats de la parròquia. A través de la parròquia, precisament, Joan va entrar a l'Esbart Dansaire de Rubí l'any 1951, on ja ballava la seva germana Montserrat. En aquella època, entre assajos i actuacions, pràcticament cada dia de la setmana estava a l'Esbart. Va aprendre a ballar amb naturalitat i de seguida va començar a despuntar: ho aprenia tot amb facilitat i era capaç de fer qualsevol paper.
L’any 1954 va començar la primària al Col·legi Ribas i va acabar els estudis de batxillerat el 1964 a l’Institut Menéndez y Pelayo. Durant aquests anys havia continuat ballant a l'Esbart de Rubí, dirigit per Albert Sans, i actuava arreu del país. Entre els quinze i disset anys en Joan va treballar al Banco Comercial Transatlántico, per desig del seu pare, que volia que es dediqués a la banca en acabar els estudis. Però en Joan tenia clar que volia estudiar magisteri, com la seva germana Maria Josep. Així, l’any 1965 començà els estudis de magisteri a l’Escola Normal de Barcelona i alhora va començar a treballar a la Escuela Nacional Graduada Mixta de Rubí. Aquell any Salvador Mel·lo, director de l'Esbart Verdaguer, va començar a dirigir l'espectacle Tossa 1914 amb l'Esbart de Rubí i a partir de llavors va començar a col·laborar també amb l'Esbart Verdaguer.
L’any següent va marxar de casa els pares per anar a viure a Barcelona on estudiava i treballava en alguna escola per guanyar-se la vida. Entre els esbarts i la universitat, en Joan va desenvolupar-se en un ambient artístic, cultural i intel·lectual diametralment oposat al règim de Franco.

## Trajectòria com a pedagog i divulgador
Era considerat, tant a Catalunya com a la resta de l'Estat Espanyol i a l'estranger, un expert en dansa tradicional, pedagogia de la dansa i llenguatge del cos. Va impulsar la implantació de la dansa i el llenguatge corporal a les escoles, a través de programacions específiques i integrades al curriculum educatiu. Matèries com "Llenguatge del cos" o "Llenguatge de la dansa", sorgides de la seva proposta educativa, ara formen part del conjunt de coneixements bàsics a moltes escoles del país. Això es va complementar amb molt material didàctic per poder utilitzar a les aules. Un fet com treballar la dansa catalana a l'escola no seria possible sense la tasca de Joan Serra.
Va ser promotor, a més, d'escoles per a mestres i programes d'estudis específics, a més de treballar com a assessor de professors i centres educatius. Va ser professor del Departament d'Expressió Musical, Plàstica i Corporal, de la Facultat de Ciències de l'Educació de la Universitat Autònoma de Barcelona, i professor de Llenguatge del cos i ritme al Conservatori Municipal de Sant Cugat. Els darrers anys va treballar també com a professor de Dansa i moviment a l'Escola Municipal de Música de La Garriga. Va ser membre del Consell de Cultura Popular del Departament de Cultura. Destaca la seva tasca al capdavant de l'escola d'estiu de dansa Dansàneu, a Esterri d'Àneu, promoguda pel Centre de Promoció de la Cultura Popular i Tradicional Catalana del Departament de Cultura de la Generalitat de Catalunya i que va dirigir durant més de vint anys; i la seva aportació en projectes com Dansa Ara (a la ciutat de Barcelona) o Fem Dansa (a altres ciutats del Principat).
Va ser membre fundador del grup El Sac-Taller d'Expressió (1973-1978), que proposava difondre la didàctica de l'expressió artística compaginant-la amb la recuperació del folklore català, especialment la música i la dansa tradicionals. D'aquest grup en varen néixer tres branques: el Sac de Cançons, integrat per Jaume Arnella i París, Jordi Roure, Jordi Pujol, Maria Dolors Laffitte i Masjoan, entre d'altres; el Sac de Danses (1978-1994), integrat pel mateix Joan Serra, Núria Quadrada, Núria Fradera i Àngels Vidal; i el Sac Ambulant (1978-2017). La majoria de publicacions del col·lectiu compten amb el mestratge i el punt de vista de Joan Serra. Després de la tercera publicació d'El Sac de Danses, El Risto. Danses catalanes que encara es ballen, va estudiar en profunditat els punts de dansa tradicionals a partir de les coreografies que ja havien anat treballant. Això va permetre elaborar una llista de tots els punts i estudiar-ne la dinàmica i interpretació. A partir d'aquest treball Pere Burés va dissenyar un codi visual per descriure el moviment a partir dels punts de recolzament i finalment l'any 1999 Montserrat Garrich va ampliar i revisar en el Manual de descripció coreogràfica de dansa tradicional, publicat dins la col·lecció Eines de Cultura Popular. El cercle es va tancar l'any 2001, quan Joan Serra va dirigir la gravació en vídeo Punts de dansa catalana, on es presenta la tècnica de tots aquests punts, ara ja perfectament estudiats i descrits, i s'il·lustra amb exemples reals de danses vives que ja apareixien a El Risto.

## Trajectòria com a coreògraf
Va ser deixeble d'Albert Sans, a l'Esbart Dansaire de Rubí, i de Salvador Mel·lo, a l'Esbart Verdaguer. Especialista en l'anomenat Ball de Gitanes, va encapçalar la recuperació i l'actualització d'aquest ball a diverses poblacions del Vallès, especialment a Sant Esteve de Palautordera, Sant Celoni i La Garriga.
Com a coreògraf, Joan Serra va recuperar o bé divulgar una gran part del patrimoni de la dansa catalana. Va ser un treballador incansable que va desenvolupar un llenguatge i una gestualitat propis, que el definien perfectament. En són característics la presència escènica neta i ballar amb els peus descalços, en contacte directe amb el terra, a més de l'ús del gest i la mirada en substitució de la paraula, recurs que utilitzava tant en els espectacles com en les seves lliçons. interessant-se sempre pel rigor en l'experiència viva de la dansa tradicional, dignificant-la i completant-la sempre en tots els àmbits de l'espectacle per convertir allò local en un fet universal.
Els seus muntatges destacaven per tenir un rigorós estil artístic i un acabat seductor. La seva sensibilitat artística el va portar a realitzar obres de nova creació a partir d'altres estímuls del món de l'art. Així doncs, va utilitzar músiques de Narcís Bonet, Eduard Toldrà, Frederic Mompou, Lluís Guzmàn, Lluís Llach, Albert Guinovart o Joan Figueres; poemes de J. V. Foix; pintura de Joan Miró; i aquest punt de vista el va definir com a creador obert, inquiet i màgic.
Va ser mestre coreògraf de l'Esbart Sant Cugat des de l'any 1989 fins al 2004, amb qui va estrenar una dotzena de coreografies. També ha creat espectacles per altres esbarts, com Un passeig pel Pirineu, amb l'Esbart Fontcoberta, DAD.EXE (Dret a decidir executable) amb l'Esbart Joaquim Ruyra (2012) -una reflexió sobre la identitat, el país i els reptes de Catalunya- i Miratges amb l'Esbart Dansaire de Rubí (2012). L'any 1998 va fundar i dirigir la companyia Factoria Mascaró fins al moment de la seva mort. Amb Factoria Mascaró va realitzar més d'una trentena d'espectacles, i va esdevenir un referent en investigació i producció d'espectacles de dansa catalana.
L'any 2009, juntament amb Jaume Arnella crea el Ball d'Homenatge, dansa que ha esdevingut un símbol dansat de benvinguda, celebració i d'honra a un fet o una cosa i es realitza com a obertura d'esdeveniments.

## Llegat
Després morir es van dur a terme nombrosos actes d'homenatge a la figura de Joan Serra i la seva tasca pedagògica, divulgativa i artística. A Sant Esteve de Palautordera, localitat on vivia, van posar el seu nom a la plaça on cada any se celebra el Ball de gitanes. També porta el seu nom la sala d'assaig de l'Esbart Sant Cugat. Es va crear el premi Joan Serra de Dansa Educativa, convocat per l'Institut Barcelona Esports.
Una de les coreografies que va crear Factoria Mascaró, anomenada I ballarem, ballarem, ballarem, amb música de Ferran Martínez, es va interpretar en múltiples ballades per recordar la seva figura i ara encara és un símbol que representa la seva manera de ballar. Els fills de Joan Serra, Magí Serra i Joana Serra, que també són ballarins i han continuat la trajectòria artística del seu pare, van crear l'espectacle Mimosa-Memorial Joan Serra, juntament amb la ballarina Sandra Ballbè i el director i coreògraf Pau Aran per homenatjar-lo.

## Producció coreogràfica

### Amb Factoria Mascaró
- Mascaró de proa (1999)
- Danses de l'Orchesographie (2000)
- Ai que em mullo! (2001)
- Alça Manela (2001)
- Peret Pintor (2001)
- Trencadís de cançons (2001) - produït amb el Palau de la Música Catalana
- Vinyes verdes (2001)
- Festa, l'esperit festiu a Catalunya (2001)
- Riu avall (2002)
- Vides de Picasso (2002)
- L'ànima de la muntanya (2002)
- Tríade (2003)
- Poema en negre (2003)
- El gest musical de Joan Miró (2004)
- Jo, Lidais! (2004)
- Viure amb discapacitat, una realitat (2004)
- El fantasma del Palau (2004) - produït amb el Palau de la Música Catalana
- Camins i corriols (2006)
- El Jardí de les Meravelles (2008)
- El tractoret (2008)
- Lo riu, pont entre Pirineus i Mediterrània (2008)
- Vellut (2008)
- Pla de fuga (2008)
- El jardí encantat (2009)
- Els passos perduts (2009)
- La moma (2010)
- Aire lliure (2010)
- Com un mirall (2010)
- Oníric (2011)

## Publicacions
- "El Sac de Danses", Grup d'El Sac.PDI- C-30506
- Ball rodó, La bolangera, Ball cerda, La malamanya, Volta cap aquí, Dalt del deri, Ball dels mocadors, Ball de la cercavila, La xica bonica, A la vora de la mar, Xiriminimi, Lo peuet, Ball de l'escombra, Ball del bedriol, La mestressa, El rotlleto, Ball de Sant Ferriol, Ballano, El tio fresco
- "Punta i Taló" (Cassette i llibre). El Sac de Danses, 1983.
- "El risto" (CD i Llibre). El Sac de Danses, 1987.
- "El Galop, danses i jocs dansats" (CD i llibre). El Sac de Danses, 1994.
- '"+ Dansa per Ballar" Publicacions de la Generalitat de Catalunya
- "Dansàneu" Publicacions de la Generalitat de Catalunya
- "Cançons i balls a muntanya" Publicacions de la Generalitat de Catalunya
- "La dansa catalana en l'ensenyament primari" Joan Serra i M. Antònia Pujol. Publicacions de la Generalitat de Catalunya.

La seva tasca creativa i la seva trajectòria ha estat motiu de diversos reportatges televisius, entre els quals destaca el que li dedicà el programa de TV3 Nydia.

## Reconeixement
Joan Serra va rebre molts premis en vida i també un gran reconeixement després de morir. Destaquen:
- Premi Ramon Llull d'experiències en el camp educatiu (1980) pel treball La dansa catalana a l'escola, juntament amb els companys d'El Sac de Danses.
- Premi a la creativitat artística (1990) de la Federació d'Ateneus de Catalunya.
- Premi Nacional de Cultura Popular (1991) per la coreografia sobre Cançons i danses de Frederic Mompou.
- Premi a la millor interpretació i direcció (1992) al Theater Festival TIATF de Toyama, Japó.
- Premi Departament d'Ensenyament (1999)
- Guardó del Mèrit a la dansa tradicional catalana de l'Obra del Ballet Popular (2005)